# Židovské hnutí odporu
Židovské hnutí odporu (hebrejsky תנועת המרי העברי), nazývané také Sjednocené hnutí odporu, bylo spojenectví sionistických polovojenských organizací Hagana, Irgun a Lechi v Britském mandátu Palestina. Bylo založeno v říjnu 1945 Židovskou agenturou a fungovalo asi deset měsíců, do srpna 1946. Spojenectví vedlo sabotážní akce s cílem podkopat britskou autoritu v Britském mandátu Palestina. Podílelo se na židovské vzpouře v Palestině v letech 1944–1948.
Sionistické hnutí vkládalo velké naděje do Labouristické vlády zvolené v Británii po druhé světové válce. Ta však nadále uplatňovala politiku stanovenou v MacDonaldově bílé knize z roku 1939, která zahrnovala omezení židovského přistěhovalectví do Palestiny.
Jednání o vytvoření hnutí začala v srpnu 1945 na žádost vůdců Hagany Mošeho Sneha a Jisra'ela Galiliho. Koncem října téhož roku byla podepsána dohoda o vytvoření „Židovského hnutí odporu“. Ve vedení nového hnutí byli čtyři zástupci: dva zástupci Hagany (Šne a Galili), zástupce Irgunu (Menachem Begin) a zástupce Lechi (Natan Jelin-Mor).
Za účelem koordinace činnosti skupin byl vytvořen civilní výbor známý jako „Výbor X“ složený ze šesti členů, zástupců různých politických proudů (včetně Leviho Eškola). Provozní výbor, který schvaloval plány operací, tvořili Jicchak Sade (Palmach), Ejtan Livni (Irgun) a Ja'akov Eli'av (Lechi) (1917–1985).
Během existence hnutí bylo provedeno jedenáct velkých operací, z toho osm Palmachem a Haganou a tři Irgunem a Lechi, a mnoho menších operací. Mezi ně patřily zejména:
- Propuštění 200 členů aliji Bet z internačního tábora v Atlitu
- Bombardování železnic a vlakových nádraží v rámci Noci vlaků
- Bombardování desítek mostů po celé zemi v rámci Noci mostů
- Útoky na britské policejní stanice
- Bombový útok na hotel Krále Davida, při kterém zahynulo 91 lidí, z toho 28 britských občanů, 41 Palestinských Arabů, 17 Palestinských Židů, 2 Arméni, Rus, Egypťan a Řek.

V srpnu 1946, po bombovém útoku na hotel Krále Davida, vyzval Chajim Weizmann, předseda Světové sionistické organizace, hnutí, aby zastavilo veškeré další vojenské aktivity, dokud Židovská agentura nerozhodne o této otázce. Židovská agentura podpořila Weizmannovo doporučení ukončit činnost, což Hagana neochotně přijala, ovšem Irgun a Lechi nikoli. Židovské hnutí odporu bylo rozpuštěno a každá ze zakládajících skupin pokračovala v činnosti podle své vlastní politiky.